# 戸田亜紀子
戸田 亜紀子（とだ あきこ、1973年2月4日 - ）は、日本の女性声優。高知県出身。アミュレート所属。

## 来歴
映像テクノアカデミア卒業。
以前はマウスプロモーション、メディアフォース、ディーカラーに所属していた。
2024年8月1日、ディーカラーとアミュレートとの事業統合によりアミュレートへ移籍。

## 出演作品
太字はメインキャラクター。

### テレビアニメ
- 飛べ!イサミ（1995年）
- 爆れつハンター（1995年、女の子）
- ゴーゴー五つ子ら・ん・ど（2001年）
- サイボーグ009 THE CYBORG SOLDIER（2001年、修道女B）
- 超ロボット生命体トランスフォーマー マイクロン伝説（2003年、ラッド〈幼少時代〉）
- 無人惑星サヴァイヴ（2003年、同級生3）
- 名探偵コナン（2003年、ホームヘルパー4）
- はっけん たいけん だいすき! しまじろう（2008年 - 2016年、ケン[2]、ぶうた[2]、くまっきい[2]） - 3シリーズ

### OVA
- 朝まで授業chu!（2012年、院長）

### 劇場アニメ
- NITABOH 仁太坊-津軽三味線始祖外聞（2004年）
- ベルセルク 黄金時代篇II ドルドレイ攻略（2012年）

### Webアニメ
- ゆけ!小英くん（2012年、ミヨちゃんママ 他）

### ゲーム
- サクラ大戦4 〜恋せよ乙女〜（2002年、群集）
- サクラ大戦 〜熱き血潮に〜（2003年、群集）
- 3年B組金八先生 伝説の教壇に立て!（2004年、都）
- サクラ大戦V 〜さらば愛しき人よ〜（2005年、ジンジン）
- 格闘美神 武龍（2006年、アナベラ、プロレス門下生）
- クラッシュ・バンディクー フェスティバル（2006年、タウナ）
- クラッシュ・バンディクー4 とんでもマルチバース（2020年、タウナ[6]）

### 吹き替え

#### 映画
- 悪魔の義妹（ジル）
- アドベンチャーズ（ジンジャー）
- アンナと王様（ルイ・レオノーウェンズ〈トム・フェルトン〉）※テレビ東京版
- アンブレイカブル（ジャニス）
- ウォーターワールド ※テレビ東京版
- ウォーロード/男たちの誓い
- ウォンテッド ※劇場公開版
- URAMI 怨み
- エネミー・オブ・アメリカ
- キャデラック・マン ※テレビ東京版
- グッバイ・ジョー（デイブ）
- クリスマス・キャロル（イーライ）
- グリーンフィンガーズ（ホーリー、ジョン）
- クローサー
- ゴスフォード・パーク（メイベル・ネスビット〈クローディー・ブレイクリー〉）
- コレクター ※テレビ朝日版
- シェイクダウン
- Shall We Dance?（ティナ）
- シャンドライの恋
- スパイダー（ディミトリ〈アントン・イェルチン〉）
- 潜水服は蝶の夢を見る
- ゾルタン★星人（ウィルマ〈マーラ・ソコロフ）
- チェーン・オブ・ファイア（ケニー、キャリー）
- ディープ・エンド
- テキサス・レンジャーズ（ダニソンの母、パティ）
- Dr.チョッパー（タマラ）
- ドレイナーズ（リサ）
- パラサイト
- バンガー・シスターズ
- ビッグ・トラブル
- ヒトラー 〜最期の12日間〜（ペーター）
- 美女&野獣
- ブーリン家の姉妹 ※ソフト版
- フランケンシュタイン（ウィリアム）
- ブロウ（少年時代のジョージ・ユング〈ジェシー・ジェームズ〉）
- ブロンド・ライフ（トミー）
- ベスト・キッド
- ボーン・コレクター ※ソフト版
- ボン・ヴォヤージュ
- マーダー・ライブ 殺人中継
- マーメイド・ボーイ 僕って人魚!?
- マイケルとトミーの牧場日記
- ミオとミラミス 勇者の剣（イーリー）
- 耳に残るは君の歌声
- ムカデ人間（ジェニー〈アシュリン・イェニー〉）
- リーマン・ジョー!（シャローン〈ミシェル・バーンズ〉）※ソフト版
- レジェンド・オブ・ゾロ（リカルド）
- レッド・ドラゴン（ビリー・リーズ〈トミー・カーティス〉、幼いフランシス・ダラハイド〈アレックス・D・リンツ〉）

#### ドラマ
- ER緊急救命室シリーズ
  - シーズン1 #16（チアリーダー）
  - シーズン5 #22（ベビーシッター）
  - シーズン6 #2（エイミー〈ペイジ・モス〉）
  - シーズン7 #17（ドナ〈シャノン・サッター〉）
  - シーズン8-9（アダム〈ショーン・ヴィルズィ、アレックス・ヴィルズィ、ミッチェル・ヴィルズィ〉）
  - シーズン10 #12（マリナ〈マガリ・コリモン〉）
  - シーズン11 #11（コラム・パイザー〈ウィリアム・メイス〉）
  - シーズン12 #10（ダニエル・ホプキンス〈ケネディ・マッカロー〉）
  - シーズン13 #18（ジンジャー〈カトリーナ・ビギン〉）
- ヴェロニカ's クローゼット（ティナ）
- 宮 -Love in Palace-（チェ尚宮、バレエ教師、ヘジョン母）
- ゴースト 〜天国からのささやき シーズン2 #3（アンジェラ・モリソン）
- 三国志 Three Kingdoms（曹芳〈袁紹雄〉）
- スタートレック
- ダークエンジェル シーズン2
- ダナ&ルー 〜リッテンハウス女性クリニック〜（モーガン）
- 新Dr.マーク・スローン（アマンダ・ベントリー・リビングストン〈ビクトリア・ラウェル〉）
- ドールハウス（ミッシェル）
- ふたりはお年ごろ
- 冬のソナタ
- ポセイドン（ヒョン・ヘジョン）
- MAD MEN シーズン4（エドナ、カーラ）
- 名探偵モンク
- ロイヤルファミリー（イム・ユンソ）

#### アニメ
- X-メン:エボリューション（ウルフスベーン、マルチプル）
- エル・ドラド 黄金の都
- リブート（エンゾ）

### ボイスオーバー
- ディスカバリーチャンネル「なるほど百科テレビ」
- ナショナルジオグラフィックチャンネル

### パチスロ
- パチスロうる星やつら3（2013年、水乃小路飛鳥）